# Attentat (musikgrupp)
Attentat är ett punkband från Göteborg, som bildades 1978.

## Historia

### Starten: 1978–1980
Attentat bildades i augusti 1978 som The Frogs. Bandet bestod inledningsvis av Jönsson (eg Mats Jönsson), sång och bas, Paddan (eg Magnus Rydman), gitarr, Grodan (eg Martin Fabian), gitarr, och Dag Wetterholm, trummor. Gruppen gjorde sina första två spelningar på privata fester i Göteborg. Men när bandet spelade på den utsålda tvådagarsfestivalen ”Mot elitkultur” på Sprängkullen 24–25 november 1978 – var det premiär som Attentat.
Gruppen kom i en tid inspirerade av den första brittiska punkrörelsen med band som Sex Pistols, The Clash, The Damned och Buzzcocks. Det var när den svenska musikrörelsen var förhärskande, som i sin tur var en motpol mot den kommersiella svenska musik med Abba som främsta företrädare.
Attentats musik och texter blev en snabb reaktion mot allt detta samtidigt som arbetarstaden Göteborg var i förändring. Jobben på varven hotades och en svartvit verklighet mötte Attentats färgstarka syn på tillvaron. Ingenting var främmande i Attentats låtar – oavsett om det var mot discokulturen (”Pissa på en discofrissa”), problem på jobbet (”Ge fan i mej”) eller mot planeringen av det nya operahuset i Göteborg (”Operahuset”).
Scendebuten på Sprängkullen gav mersmak. Fler spelningar bokades, och Attentat var snart en del av Garageligan, även kallad föreningen Rock, Göteborg. Garageligan, som startades 1978 av inspiratörerna Göteborg Sound och Bruset, hade som syfte att ge lokala band spelmöjligheter.
I mars 1979 gick bandet för första gången in i en studio. Två låtar spelades in – ”Ge fan i mig” och ”Död bland döda” med Nationalteaterns Bengt ”Bengan” Blomgren som inspelningstekniker. Låtarna gavs ut på en singel på egna skivbolaget Rykkman Rekkords och sålde snabbt slut, trots bristen på gängse distributionsnät. En ny utgåva sålde även den slut.
Attentat vilade inte på hanen trots att både Dag Wetterholm och Grodan lämnade gruppen efter ”Ge fan i mej”. In på bas anslöt 15 år gamle Crippa (eg Cristian Odin), som hade med sig sin ett år yngre vän Pete the Beat (eg Peter Björklund) till replokalen. Den multimusikaliska talangen blev snart engagerad som trummis, trots att han i huvudsak var gitarrist. Då hade Jönsson lämnat sin roll som basist för att fullt ut kunna fokusera på sin roll som sångare. För överskottet från singeln bokades ny tid i studion, hösten 1979, och andra singeln ”Stila dej inte” (”Slå, banka å sparka”/En meningslös dag”/Svarta fåret”) gavs ut i december samma år.
Live gjorde den nya sättningen debut redan till Slottsskogsfestivalen i Azaleadalen 19 augusti 1979 inför 3 000 personer. Framträdandet blev en succé inför en hoppande publik. Attentat blev snart ett flitigt band på scenerna runt om i Sverige och spelade överallt, från skolkorridorer till fängelser, Musikforum i småorter via rockklubbar som Errols i Göteborg, Musikverket på Götgatan i Stockholm eller Pipeline i Sundsvall. Ingen spelning var för obskyr eller stor för det energiska bandet. Ryktet om ösiga, fartfyllda spelningar med allsång i publiken spred sig runt Sverige.

### Proffskarriären: 1981–1986
Under 1980 gjordes bandets tredje singel ”Born to be malaj”, delvis reflekterande Jönssons tid inom militären (”En meningslös dag”, ”Svarta fåret”). Med fler spelningar och ytterligare låtar ökade ambitionsgraden. Bandet slutade skola och civila arbeten, repeterade dagligen och spelade in ett tiotal låtar live i studion i Lars Aldmans och Tomas Tengbys program ”Utspel” våren 1981. Låtarna där blev snabbt samlarobjekt för den kassettkopierande generationen och Attentats gärningar spreds i rockkretsar.
1981 visade det lokala skivbolaget Nacksving, paradoxalt ett av musikrörelsens flaggskepp, intresse. Samtidigt beslöt sig Attentat för att lämna Garageligan för att bilda Nonstop Musik tillsammans med Slobobans Undergång, Knugens Håf och Abstract.
Snart fann sig  Attentat i Nacksvingsstudion (Kungsgatan 5) för att spela in sitt första album med Mikael Bergek, tekniker och producent samt Kai Martin från Stick! som biträdande producent. Efter framgången med singlarna och ”Utspel” valde bandet att skriva helt nya låtar för inspelningen. Debutalbumet, som släpptes december 1981, kom att heta ”Tatuerade tårar”, efter ett förslag från Kai Martin som sett en dokumentärfilm om unga fängelsekunder med just den titeln. Attentats debutalbum hamnade på Nacksvings nystartade underetikett Hiss Records, och innehöll livefavoriter som ”Unga & många”,” Den lille folkpartisten” och ”Maktlös”.
1982 släpptes en singel, ”Fågel”. Låten var en vattendelare från gruppens tidigare, klassiska svenska punk till mer popbaserad musik, och för första gången användes en blåssektion. Medlemmarnas enskilda influenser som Slade (Jönsson), Johnny Thunders och Sex Pistols (Paddan), Ramones (Crippa) och Beatles (Pete the Beat) bidrog till detta. Singeln och turnerandet över hela Sverige och Danmark fick draghjälp av ett framträdande i TV-programmet Guldslipsen. ”Fågel” gavs ut av Transmission, som Nacksving bytt namn till efter en konkurs och ekonomisk rekonstruktion. Ett skivbolag som kom att ge ut Attentats kommande skivproduktion under 80-talet.
Bandets andra album – ”Här å nu” – spelades in 1983 med popsound och trallvänliga låtar som ”Lasse liten” och ”Fredshetsaren”. Inspelningarna avlöstes av ett fortsatt intensivt turnerande. Tredje albumet ”I denna stan”, med rockigare tongångar, spelades in och kom 1984. ”Samarin” och ”Tatuerade tårar” från detta album kom senare att användas i Ulf Malmros långfilm ”Tjenare kungen” 
Den påföljande turnén blev emellertid tuff där Pete the Beat kollapsade i Hedemora på grund av ett blödande magsår. Turnén kunde avslutas, men kraften sinade hos bandet. Jönsson fick opereras för sina utslitna stämband direkt efter hemkomsten och beordrades total tystnad. Något som fick GT att utse honom till ”Göteborgs Michael Jacksson”.  Tidigt 1986 gjordes en finalturné med Jörgen Säve-Söderberg som andre gitarrist. Turnén ändade karriären efter närmare 450 spelningar.
Pete the Beat blev trummis i bandet Camouflage (senare Tapirerna 1986–1990). Jönsson fortsatte snart i Killers (med Paddan) och Alias Smith & Jones (med Crippa och Patrik Magnusson från GLO). Crippa spelade även i Full Metal Jackets och Psychotic Youth.

### Comebacken: 1991–1993
Attentat återförenas. Bandet kontrakteras av nystartade Arda Records, där samlingsplattan ”Pilsner, punk och poesi” (1991) gavs ut tillsammans med nya singeln ”Tvärs över tiden” (1992) och albumet ”Nerv” (1992). Detta gav Attentat en ny, yngre publik som av åldersskäl missade första punkvågen, som då passade på att se bandet på Magasinet och Kåren i Göteborg. Då har även gitarristen Robert Laghi tillkommit. Efter ett antal spelningar föll Attentat i träda. Musiken får ta ett kliv tillbaka för familjeangelägenheter.

### Gaishyllningarna: 1997 och 2000
Mats Jönsson är en stor supporter till fotbollsklubben Gais, där han varit aktiv, bland annat som skribent. Det har resulterat i att Attentat spelat in två hyllningsskivor till laget, ”Gårdakvarnen mal igen” (1997) och ”Good old Gais” (2000), på den sistnämnda tillsammans med Stonefunkers och USCB Allstars. Bandet spelade på Gais 100-årsfest 1994. Attentat är även representerade på albumet ”På ren gaisiska” (2007). När Gais gör mål på Ullevi spelas bandets måljingel ”Heja, heja Grönsvart”, när laget marscherar in på arenan spelas ”Nu kommer dom”.

### Jubileumsspelningarna: 1998 och2003
Lagom till Attentats 20-årsjubileum 1998 ordnas en spelning på Pustervik, som delvis resulterar i livealbumet ”Attentat lever” och ytterligare ett par enstaka spelningar. Nästa gång Attentat står på scen blir hösten 2003, när Jönsson är en av arrangörerna till Svensk Punk 25 år, på ett fullsatt Vågen i Göteborg, där 1 400 personer trängde sig in. Då återfinns Patrik Kruse, gitarr och sång, som ny femte medlem. Även kring detta jubileum gjorde Attentat ytterligare spelningar. Bandet medverkar på dokumentären ”Svensk Punk 25 år” av Stefan Carlström och Bebben Teegelar (2004) tillsammans med bland annat Freddie Wadling och Asta Kask.

### Den definitiva comebacken: 2010– nutid
När Attentat tackade ja till att spela på Peace & Love-festivalen, juni 2010, blev det också startskottet för bandets definitiva comeback, efter nästan sju års frånvaro. Men efter att gruppen spelat på Musikens hus i hemstaden senare samma år fann Pete the Beat det för gott att tacka för sig. Ersättaren blev Paul Schöning.
Nu startade en intensiv period för Attentat. Samlingsalbumet ”Attentat är bäst” gavs ut tillsammans med vinylalbumet ”Jag ska inte bli som dom” (båda 2010). Nya låtar började skrivas 2011 parat med turnerande.
Nationaldagen 2012 kom ”Fy fan svenska man” först i raden av sex singlar, släppta med en månads mellanrum, från det kommande albumet ”Fy fan!”, mixat av Johan Forsman (Håkan Hellström, Soundtrack of our Lives m.m). I februari 2013 släpptes ”Fy fan!”, som gav Attentat den främsta topplisteplaceringen hittills. Albumet nådde en topp 20-plats på Svenska försäljningslistan i slutet av februari. Senare samma år kom även julsinglarna ”Jag vill jul” och ”Skyltsöndag i GBG”.
Dokumentären ”Glöden slocknar aldrig”, gjord av filmaren Jonas Nyström, följer Attentat i arbetet med ”Fy fan”, och på turné fram till den utsålda spelningen på Pustervik 2013, men innehåller även historiskt filmmaterial från proffskarriären på 70/80-talet. Bandet besökte under året bland annat Liseberg och Debaser i Stockholm. Under 2014 inleddes ett samarbete med Sören ”Sulo” Karlsson kring svenska tolkningar av Billy Bragg. 1 maj släpptes singeln ”Ett annat Sverige”, som ursprungligen var en beställningslåt till pjäsen ”Jag heter Mikael”, som spelades på Södra Teatern i Stockholm det året. Därpå följde ”Tillsammans kan vi” på samma tema.
2015 skrev Attentat på ett tvåårskontrakt med danska independentbolaget SSM Music. Strax därefter inledde gruppen ett samarbete med Brit Award-vinnaren och producenten Pedro Ferreira. Flera låtar nya låtar spelades in i hans studio utanför Göteborg, detta resulterade i ett antal singlar. Efter inspelningarna blev det också klart att trummisen Paul Schöning lämnade gruppen av familjeskäl. Han ersattes våren 2015 av Dennis ”Larry” Staaf.

## Medlemmar

### Nuvarande medlemmar
- Mats Jönsson - sång, (bas) (1978 – nutid)
- Magnus ”Paddan” Rydman – gitarr, sång (1978 – nutid)
- Dennis ”Larry” Staaf – trummor (2015 – nutid)
- Linus "Siken" Sikström - gitarr, sång (2019 - nutid)
- Karl "KP" Prytz - bas (2023 - nutid) [18]

### Tidigare medlemmar
- Cristian ”Crippa” Odin  - bas, sång (1979-2019)
- Dag Wetterholm – trummor (1978-1979)
- Martin “Grodan” Fabian – gitarr, bas, sång (1978-1979)
- Peter “Pete the Beat” Björklund - trummor, sång (1979-2010)
- Jörgen Säve-Söderberg – gitarr (1985-1986)
- Roberto Laghi – gitarr (1991-1998)
- Paul Schöning – trummor, sång (2011-2015)

## Diskografi

### Studioalbum
- 1981 - Tatuerade tårar
- 1983 - Här & Nu
- 1984 - I denna stan
- 1992 - Nerv
- 2013 - Fy fan!
- 2019 - Punkhjärta
- 2023 - Det Blir Som Det Blir

### Livealbum
- 2003 - Attentat Lever

### Samlingsalbum
- 1991 - Pilsner, punk och poesi
- 1991 - Tatuerade tårar/Här å nu
- 1997 - Gårdakvarnen mal igen
- 1998 - Mera pilsner, punk och poesi
- 2010 - Attentat är bäst
- 2010 - Jag ska inte bli som dom
- 2014 - Gais är allt
- 2015 - Omyndiga

### Singlar
- 1979 - Ge fan i mej
- 1979 - Stila dej inte (EP)
- 1980 - Born to be malaj (EP)
- 1982 - Fågel
- 1985 - Like Yesterdays
- 1992 - Tvärs över tiden
- 2012 - Fy fan svenska man
- 2012 - Gilla mej
- 2012 - Occupy Wall Street
- 2012 - Dö som en hund
- 2012 - Fattiga och rika
- 2012 - Sweet & Slade
- 2013 - Skyltsöndag i Gbg
- 2013 - Jag vill jul
- 2014 - Ett annat Sverige
- 2014 - Tillsammans kan vi
- 2015 - Nya tidens schlager
- 2015 - Fattig miljonär
- 2015 - Alla tvärsäkra män

### Medverkan på andra samlingar
- 1984 - Nacksvings Promo-841 (Tankar om oss)
- 1986 - Gbg Punk 77-80 ( Ge fan i mej, Manskomplex, Operahuset)
- 1992 - Is it tough or what (Tvärs över tiden, I denna stan)
- 1993 - Definitivt volym 2 (Tårgas baby, Helikoptermannen)
- 1993 - Ny våg 78-82 (Ge fan i mej)
- 1994 - Gbg Punk 80-84 (Fågel, En meningslös dag)
- 1999 - Kontaktnätets jubileums-CD 25 år 1974-1999 (Fredshetsare live)
- 2000 - Gais rocks da house (Du gröna du svarta, Här är gaisarna från götet, Underbart att vara gaisare, Flaggorna vajar)
- 2003 - Svenska punkklassiker (Ge fan i mej, Operahuset)
- 2007 - Svenska punkklassiker volym 2 (Unga & många)
- 2007 - På ren gaisiska (Kvarnen brinner, Va va du 78?, Kvarnen brinner remake)

### Filmer
- 2004 - Svensk Punk 25 år
- 2013 - Glöden slocknar aldrig – Historien om Attentat

### Fotnoter
1. ↑  Kagerland (2012). Ny våg : svensk punk / new wave /synth 1977-1982. sid. 30
2. ↑  Kagerland (2012). Ny våg : svensk punk / new wave /synth 1977-1982. sid. 32-33
3. ↑  Betty Skawonius (21 augusti 1979). ”ocken lever vidare genom oss”. Svenska Dagbladet. http://www.punktjafs.com/wp-content/uploads/2014/12/slottskogsfestivalen_79_dn.jpg.
4. ↑  ”Missa inte den nya farliga musiken”. Musikens Makt (8). 25 februari 1979. http://www.punktjafs.com/wp-content/uploads/2014/12/slottskogsfestivalen_mm_8_79.jpg.
5. ↑  Kagerland (2012). Ny våg : svensk punk / new wave /synth 1977-1982. sid. 30-33
6. ↑  ”Nonstopmusik Brochyr”. 1978-1982. Arkiverad från originalet den 2 februari 2017. https://web.archive.org/web/20170202062709/http://attentat.nu/pdf/nonstopbroschyr_1981.pdf.
7. ↑  ”Attentatarna”. http://www.attentat.nu/attentatarna. Läst 25 februari 2017.
8. ↑  Kagerland (2012). Ny våg : svensk punk / new wave /synth 1977-1982. sid. 105
9. ↑  ”Tatuerade tårar”. Arkiverad från originalet den 2 februari 2017. https://web.archive.org/web/20170202043544/http://www.sfi.se/sv/svensk-filmdatabas/Item/?type=MUSIC&itemid=10907. Läst 25 februari 2017.
10. ↑  ”Samarin”. Arkiverad från originalet den 2 februari 2017. https://web.archive.org/web/20170202043542/http://www.sfi.se/sv/svensk-filmdatabas/Item/?type=MUSIC&itemid=10904. Läst 25 februari 2017.
11. ↑  Conny Jonsson (841023). ”Genomförde konserten med blödande magsår”. Falukuriren. Arkiverad från originalet den 2 februari 2017. https://web.archive.org/web/20170202062229/http://attentat.nu/pdf/faluk841023_blodandemagsar.pdf. Läst 25 februari 2017.
12. ↑  Jandreus, Peter (2008). The Encyklopedia of Swedish Punk 1977 – 1987. sid. 34
13. ↑  Jandreus, Peter (2008). The Encyklopedia of Swedish Punk 1977 – 1987.. sid. 34
14. ↑  Lindberg, Persson, Ek (2012). Vilka har Sveriges bästa hejarklack. sid. 80-81, 90, 205
15. ↑  Kalle Malmstedt och Bella Stenberg (031005/6). ”Punken är inte död”. GP. Arkiverad från originalet den 2 februari 2017. https://web.archive.org/web/20170202062506/http://attentat.nu/pdf/gp031005_punkenintedod.pdf.
16. ↑  ”Sverigetopplistan”. 22 februari 2013. Arkiverad från originalet den 2 februari 2017. https://web.archive.org/web/20170202063804/http://hitparad.se/weekchart.asp?year=2013&date=20130222&cat=a. Läst 25 februari 2017.
17. ↑  ”Naket och humoristiskt från legendarer aldrig på sparlåga”. 2014.01.14. Arkiverad från originalet den 2 februari 2017. https://web.archive.org/web/20170202040307/http://gaffa.se/recension/79654. Läst 25 februari 2017.
18. ↑  Mats Jönsson (25 september 2023). ”Attentat blir yngre och yngre”. Attentat. https://www.attentat.nu/attentat-blir-yngre-och-yngre/. Läst 27 september 2023.